# Platygobiopsis hadiatyae
Platygobiopsis hadiatyae — вид риб родини бичкових (Gobiidae). Описаний у 2020 році.

## Назва
Вид P. hadiatyae названо на честь індонезійської іхтіологині Ренні Курнії Гадіаті (Renny Kurnia Hadiaty, 1960—2019), співавторки описання 19 нових видів бичкових.

## Поширення
Риба відома з єдиного зразка, що зібраний з дна у протоці між островами Панаїтан та Ява на глибині 172—182 м.